# Auto-Tune
Auto-Tune (или autotune; рус. автотюн) — аудиопроцессор, представленный и зарегистрированный в 1997 году компанией Antares Audio Technologies, использующий запатентованную технологию для измерения и изменения высоты звука при записи и исполнении вокальной и инструментальной музыки. Не следует путать с вокодером или ток-боксом.
Изначальным предназначением автотюна являлась корректировка «фальшивостей» в гармонической тональности, позволяя идеально подгонять вокальные треки, настраивая ноты под нужную высоту. Международный успех песни «Believe» (1998) певицы Шер стал толчком к популяризации использования автотюна для искажения вокала, благодаря чему технология приобрела негласное название «Эффект Шер» (англ. «Cher effect»). В 2018 году музыкальный критик Саймон Рейнольдс констатировал, что автотюн «произвёл революцию в популярной музыке», назвав его использование «причудой, которая никуда не исчезнет в обозримом будущем. Сейчас его применение укоренилось сильнее, чем когда-либо».

## Описание
Auto-Tune доступен как плагин для цифровых аудиостанций, используемых в студиях звукозаписи, и как автономное устройство, монтируемое в телекоммуникационную стойку для обработки живых выступлений. Процессор немного сдвигает высоту звука до ближайшего истинного, правильного полутона (до точной высоты звука ближайшей ноты в традиционной равной темперации). Автотюн также может использоваться как эффект для искажения человеческого голоса при значительном повышении или понижении высоты звука, при этом слышно, как голос перескакивает от ноты к ноте ступенчато, как на синтезаторе.
Со временем автотюн стал неотъемлемой частью профессиональных студий звукозаписи. Такие инструменты, как гитара Peavey AT-200, легко используют технологию Auto-Tune для коррекции высоты звука в реальном времени.

## История
«Автотюн делает очень простую вещь: он отслеживает высоту каждой ноты и, если она не чистая, подтягивает её до ближайшей «хорошей» ноты. Такой магнит для нот, работающий в реальном времени. Теперь название «автотюн» прижилось, как «ксерокс», — поэтому его используют не только для обозначения плагина Antares».
Auto-Tune был изобретён в сентябре 1997 года доктором философии Энди Хильдебрандом — инженером-исследователем, специализирующимся на теории стохастического оценивания и цифровой обработке сигналов. В течение нескольких месяцев, в начале 1996 года, он реализовал алгоритм на модернизированном компьютере Macintosh и представил результат на выставке NAMM Show, позднее в том же году, где «он сразу же стал хитом».
Его алгоритм определения высоты звука включал использование автокорреляции и оказался лучше предыдущих попыток, основанных на выделении признаков, которые имели проблемы с обработкой определённых аспектов человеческого голоса, таких как дифтонги, что приводило к звуковым искажениям. До этого звукоинженеры считали использование автокорреляции непрактичным из-за того, что для этого требовались огромные вычислительные мощности, однако Хильдебранд обнаружил «упрощение, [которое] превращало миллион действий всего в четыре. Это был трюк — математический трюк».
Согласно патенту Auto-Tune, его алгоритм заключается в том, что при обработке новых семплов повторно используется прежний блок автокорреляции, к которому добавляется результат совмещения нового сэмпла со старым, соответствующим значению задержки, при вычитании результата автокорреляции семпла, который соответственно исчезает. Тем не менее, отсутствуют доказательства того, что соответствующая оптимизация не использовалась для реализации аналогичных алгоритмов коррекции высоты тона (называемых PSOLA или масштабированием гармоник во временной области).
Хильдебранд придумал технологию коррекции высоты звука по совету жены коллеги, которая однажды пошутила, что ей может пригодиться устройство, которое поможет петь в лад, то есть «чисто». Первоначально автотюн был разработан, чтобы незаметно исправлять неточные интонации, делать музыку более выразительной, при этом в оригинальном патенте подчёркивалось, что «Когда голоса или инструменты фальшивят, эмоциональные качества исполнения теряются».

По словам Криса Ли из Los Angeles Times, песня певицы Шер «Believe» (1998 года) «по праву считается подавляющим большинством — началом внедрения механических модуляций автотюна в сознание поп-музыки». Продюсеры Шер использовали устройство, чтобы «гиперболизировать искусственность [звучания] резкой коррекции высоты звука», вопреки его первоначальному назначению. Впоследствии писатель Грег Милнер отмечал: 
Во время работы с Шер над песней «Believe», в 1998 году, продюсеры Марк Тейлор и Брайан Роулинг обнаружили, что если они устанавливают автотюн на наиболее агрессивную настройку, чтобы корректировать высоту звука в тот момент, когда он получает сигнал, в результате получается непривычное, роботизированное звучание [голоса].
В одном из первых интервью продюсеры «Believe» заявили, что во время создания песни использовали педаль DigiTech Talker FX. По мнению редакторов журнала Sound on Sound это было сделано с целью сохранить коммерческую тайну. После международного успеха песни первоначально за автотюном закрепилось название «Эффект Шер».
Использование автотюна в качестве вокального эффекта было подхвачено хип-хоп-исполнителем T-Pain в конце 2000-х, который доработал технологию и активно использовал её в своём творчестве. По словам музыканта, на экспериментирование с автотюном его вдохновили коллеги по музыкальному цеху — продюсер в жанре нью-джек-свинг Тедди Райли и фанк-исполнитель Роджер Траутман, которые часто использовали ток-боксы во время записи песен. В конце концов T-Pain стал настолько прочно ассоциироваться с этой аудиотехнологией, что в App Store появилось приложение для iPhone, названное в его честь — «I Am T-Pain», которое имитировало этот аудиоэффект. В итоге, за технологией закрепилось новое название — «T-Pain effect», а использование автотюна стало популярно среди эстрадных исполнителей конца 2000-х, в особенности среди представителей хип-хоп и R&B сцены, таких как Snoop Dogg («Sexual Eruption»), Лил Уэйн («Lollipop») и Канье Уэст (альбом 808s & Heartbreak). В 2009 году, на волне популярности автотюна, хит группы Black Eyed Peas «Boom Boom Pow», интенсивно использовал аудиоэффект у всех вокалистов коллектива для создания футуристического звучания.
Британская рок-группа Radiohead также использовала автотюн во время записи альбома Amnesiac (2001) для создания «гнусавого, обезличенного звука» и преобразования речи в мелодию. По словам вокалиста Тома Йорка, программа «отчаянно пытается найти музыку в вашей речи и производит случайные ноты. Если вы назначили ей ключ, значит вы получите музыку».
В середине 2010-х годов автотюн получил новый виток популярности в хип-хопе, особенно в трэп-музыке. Такие хип-хоп-исполнители как Фьючер, Playboi Carti, Трэвис Скотт и Lil Uzi Vert, используют этот эффект в своём творчестве для создания фирменного звучания.
Этот аудиоэффект также стал популярным в музыке раи и других музыкальных жанрах Северной Африки. По данным еженедельника Boston Herald, звёзды кантри-музыки Фэйт Хилл, Шанайя Твейн и Тим Макгро используют автотюн во время своих концертов, называя его подстраховкой, которая гарантирует выступлению хорошее звучание. Однако другие исполнители кантри-музыки, такие как Эллисон Мурер, Гарт Брукс, Big & Rich, Триша Йервуд, Винс Гилл и Мартина Макбрайд, категорически против использования этой технологии.
Японская айдол-группа PassCode также активно использует Auto-Tune в своём творчестве.